# 호양학교 동종
호양학교 동종(壺陽學校 銅鍾)은 대한민국 구례군 마산면에 있는 종으로 1907년에 설립된 호양학교에서 사용한 동종이다. 2011년 12월 21일 구례군의 향토문화유산 제31호로 지정되었으며, 전라남도구례교육지원청에서 보관되어 오다가 2020년 1월 21일 지리산역사문화관으로 이관되었다.

## 개요
이 동종은 1907년에 설립된 호양학교에서 사용한 건으로 전해지고 있다. 사립호양학교는 1907년에 건립되어 1920년에 폐교될 때까지 구례지역 민족교육의 산실 역할을 하였다. 동종의 표면에는 대한제국의 국기인 태극기 문양이 두 곳에 선명하게 양각되어 있으며, 신라 범종의 특징인 비천상 문양도 새겨져 있다. 또한 동종의 윗면에는 용이 조각되어 있는데, 용의 발톱 다섯 개가 도드라져 있다. 이는 대한제국이 중국의 제후국이 아닌 자주독립국임을 상징한다고 할 수 있다. 이처럼 동종을 통하여 당시 구례군에서 전개된 구국교육운동이 자주독립국을 지향한 민족의식을 이해할 수 있는 귀중한 유물이다.

## 같이 보기
- 호양학교

## 참고 문헌
- 호양학교동종 - 구례여행